# Na beregu neba
Na beregu neba är ett album från 2004 av den ryske popartisten Dima Bilan.

## Låtlista
1. Ty dolzhna ryadom byt' (Not that Simple)
2. Mulatka
3. Na beregu neba
4. Milaya
5. List'ya prazdnichnykh klenov (I Wanna Take All Night to Tell You I Love You)
6. Tol'ko ty ne plach'
7. Kak Romeo
8. Nevesta
9. Vse ravno najdu
10. Noch' bez tebya (One Night Without You)
11. V zapadne
12. Voda, pesok
13. Peterburgskaya vesna
14. Pozdravlyayu!
15. Kak khotel ya (Take Me With You)